# Autumn Leaves (disco sencillo de Grace Jones)
«Autumn Leaves» es un disco sencillo de Grace Jones. El tema principal: Autumn Leaves es una versión de la canción Les feuilles mortes de Jacques Prévert y Joseph Kosma. Fue el primer sencillo en Italia y Francia del álbum Fame, lanzado en 1978. El sencillo se encuentra inédito en CD.

## Lista de canciones
- IT 7" sencillo (1978) Island WIP 26471

1. «Autumn Leaves» - 5:52
2. «Anema e Core» - 3:58

- FR 7" sencillo (1978) Island 6172 542

1. «Autumn Leaves» (Parte 1) - 3:20
2. «Autumn Leaves» (Parte 2) - 3:40